# Rue de Campine
La rue de Campine est une importante rue de la ville de Liège (Belgique) reliant le centre de la ville aux hauteurs de Sainte-Walburge. 

## Odonymie
La Campine est une région géologique belge située en région flamande dans l'axe que prend la rue.

## Histoire
Cette voirie compte parmi les plus récentes du quartier. Elle fut percée en 1873, doublant la Montagne Sainte-Walburge et la très vieille rue Pierreuse grimpant aussi vers le quartier de Sainte-Walburge.

## Description
Cette rue est une des plus longues de la ville de Liège. Elle mesure environ 1 530 m et a la particularité de posséder dans sa partie basse un tronçon d'environ 735 m sans connaître le moindre carrefour. Elle passe de l'altitude de 95 m à l'altitude 172 m sous la forme d'une côte au dénivelé moyen de 5,3 %. La rue de Campine sert de support à la route nationale 20 qui relie Liège à Hasselt et longe le parc de la Paix dans sa partie supérieure.

## Architecture
Plusieurs styles architecturaux en vogue au cours du dernier quart du XIXe siècle et au XXe siècle se retrouvent parmi les quelque 400 habitations de la rue. 
Parmi ceux-ci, les maisons sises aux nos 21, 74, 120 à 126 et 152 sont les plus représentatives du style Art déco et l'immeuble situé au no 338 réalisé par l'architecte Delcommune possède plusieurs éléments décoratifs de style Art nouveau.
La maison Mozin, construite en 1958 et située au no 402 est constituée de volumes cubiques sur une ossature métallique.
Au carrefour avec l'avenue Victor Hugo, on peut voir une œuvre de Mady Andrien intitulée : Les Passants.

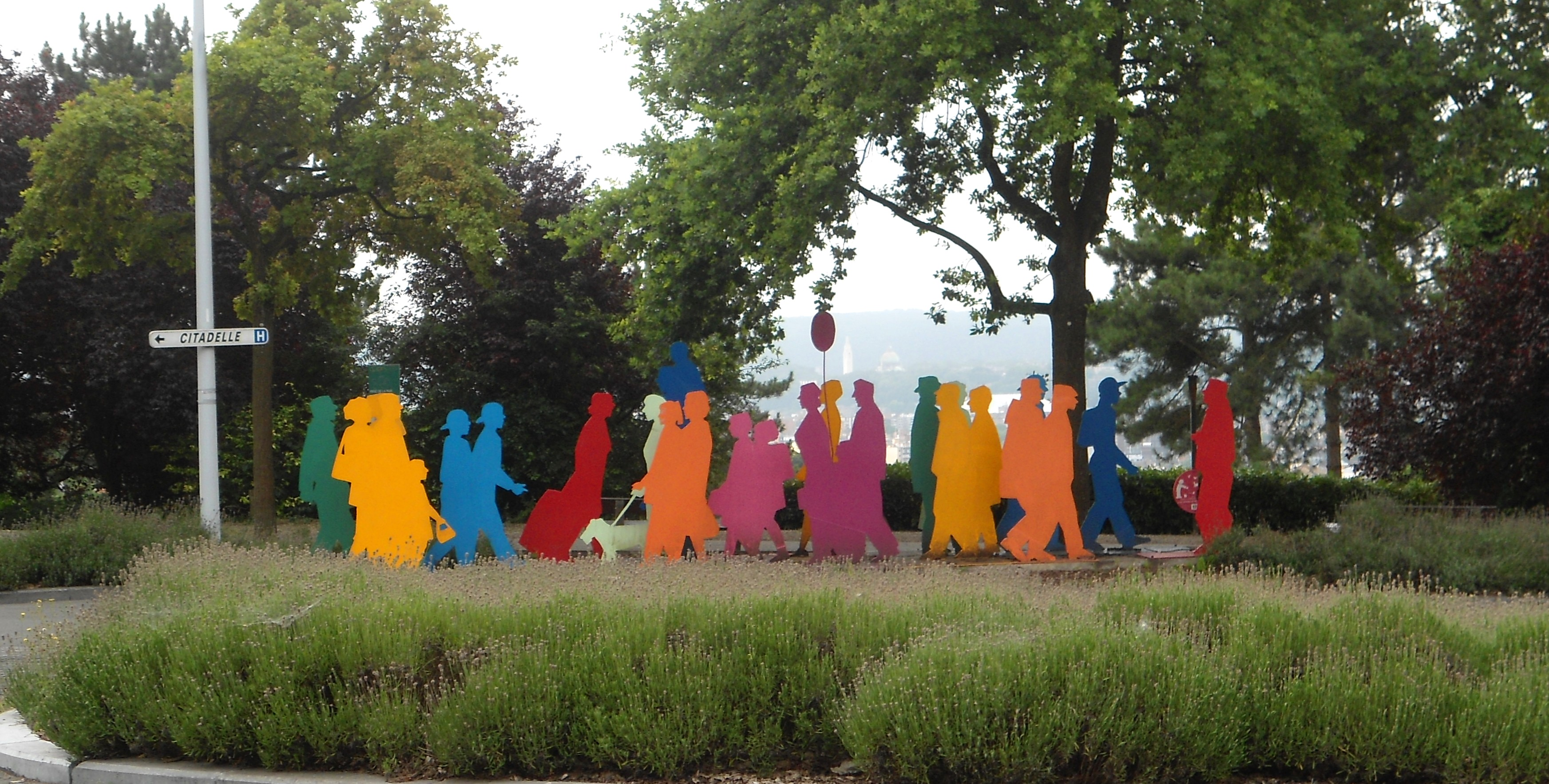
Mady Andrien : Les Passants

## Voiries adjacentes
- Rue de l'Académie
- Montagne Sainte-Walburge
- Rue Jean Haust
- Rue des Buissons
- Rue Daussoigne Méhul
- Rue Auguste Donnay
- Rue du Limbourg
- Avenue Victor Hugo
- Rue Sainte-Walburge
- Rue des Tawes